# DKW Auto Union 1000
El DKW Auto Union 1000 es un automóvil de turismo perteneciente al segmento D. Es una versión del F94, con el motor más potente del Auto Union 1000.
Se fabricó en versión sedán de cuatro puertas y en versión rural «Universal» de tres puertas, asimismo Carrozzeria Fissore rediseñó el Cupé 1000S Sport sobre la base del «SP 1000» alemán.
Fueron fabricados bajo licencia por IASFSA (Industrias Automotriz de Santa Fe) y Auto Union de Alemania, radicada en 1960 en la provincia de Santa Fe, Argentina. Entre 1960 a 1969 se fabricaron unas 21 797 unidades.

## Características

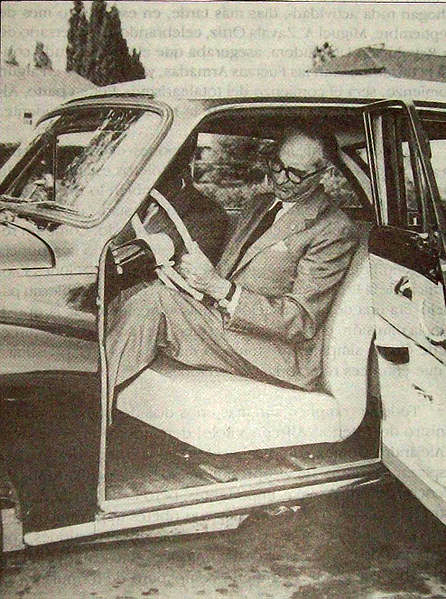
En 1960 comenzó la producción del DKW Auto Unión 1000. En la foto, el presidente Arturo Frondizi prueba el vehículo producido por Auto Union, empresa radicada durante aquella gestión.

### Motor
El motor es un modelo DKW, de tres cilindros y dos tiempos ubicado longitudinalmente, que alcanza los 127 km/h; con una cilindrada de 981 cm³, alcanza un régimen de 4.500 rpm con 44 hp (33 kW). Se refrigera con agua por termosifón. El bombeo del combustible es mecánico.

### Tablero
El tablero es amplio, con un instrumental prolijo, tiene una gran iluminación interior. El auto no posee reóstato. Los instrumentos que tiene son: velocímetro con cuentakilómetros, medidores de combustible, y de temperatura, luz de carga de dinamo y testigo de la luz alta. Sobre el costado izquierdo de la columna se encuentra el cebador, pero no es necesario usarlo a menos que haga mucho frío. Debajo del botón de arranque están la perilla del limpiaparabrisas, la perilla de la luz de tablero y la perilla maestra de luces. El arranque no se realiza con la llave; esta se encuentra ubicada sobre la columna de dirección, y acciona también una traba. El botón de arranque está ubicado a la izquierda, y no trabaja si no está prendido el circuito de encendido.

### Caja de cambios
La palanca para accionar la caja de cambios se encuentra debajo del volante, tiene el problema que el diagrama de posición de cambios es distinto a otros coches argentinos, los mismos son un poco duros de ajustar, pero precisos. Tiene cuatro marchas adelante, todas sincronizadas, y  marcha atrás.

### Carrocería
A diferencia del Auto Union 1000, las puertas delanteras abren a la inversa, que supuestamente facilitó el acceso, y las de los pasajeros hacia atrás. Los cristales de las puertas solo se pueden bajar hasta la mitad, la forma de puerta impide que se pueda bajar más. A diferencia de otros modelos de automóviles de aquella época, la carrocería no era autoportante, en cambio, estaba montada sobre un bastidor de tubos de acero de sección rectangular.

## En la cultura popular
- Varios modelos Auto Union DKW (IAFSA) formaron parte del guion promocionalmente de la fábrica en la argentina en estos 3 films de Carlitos Bala:Canuto Cañete, detective privado (1965)- Canuto Cañete y los 40 ladrones (1964) y Canuto Cañete, conscripto del siete (1963).
- Fue el batimovil en el sketch «Juan Carlos Batman» de la serie Cha cha cha.
- Recientemente apareció un Coupe Auto Union en escenas de la película del año 2011 The Girl with the Dragon Tattoo La chica con el dragón tatuado.

Además de participar en carreras rally en su época y actualmente en carreras de autos clásicos y en Audi Tradition eventos en toda Europa.